# Australian Championships 1948
Die 36. Australian Championships waren ein Tennis-Rasenplatzturnier der Klasse Grand Slam, das von der ILTF veranstaltet wurde. Es fand vom 16. bis 26. Januar 1948 in Melbourne, Australien statt.
Titelverteidiger im Einzel waren Dinny Pails bei den Herren sowie Nancye Bolton bei den Damen. Im Herrendoppel waren John Bromwich und Adrian Quist, im Damendoppel Thelma Long und Nancye Bolton die Titelverteidiger. Im Mixed waren Nancye Bolton und Colin Long die Titelverteidiger.

## Herreneinzel
| Nr. | Spieler        | Erreichte Runde |
| --- | -------------- | --------------- |
| 01. | John Bromwich  | Finale          |
| 02. | Adrian Quist   | Sieg            |
| 03. | Bill Sidwell   | Halbfinale      |
| 04. | Geoffrey Brown | Halbfinale      |
| 05. | Colin Long     | Viertelfinale   |

| Nr. | Spieler         | Erreichte Runde |
| --- | --------------- | --------------- |
| 06. | Frank Sedgman   | Viertelfinale   |
| 07. | Lionel Brodie   | 3. Runde        |
| 08. | Robert McCarthy | Viertelfinale   |
| 09. | James Brink     | 3. Runde        |
| 10. | Edward Moylan   | Viertelfinale   |

## Dameneinzel
| Nr. | Spielerin     | Erreichte Runde |
| --- | ------------- | --------------- |
| 01. | Nancye Bolton | Sieg            |
| 02. | Thelma Long   | Achtelfinale    |
| 03. | Mary Bevis    | Halbfinale      |
| 04. | Marie Toomey  | Finale          |

| Nr. | Spielerin        | Erreichte Runde |
| --- | ---------------- | --------------- |
| 05. | Pat Jones        | Achtelfinale    |
| 06. | Nell Hopman      | Viertelfinale   |
| 07. | Sadie Newcombe   | 1. Runde        |
| 08. | Dulcie Whittaker | 1. Runde        |

## Damendoppel
| Nr. | Paarung                       | Erreichte Runde |
| --- | ----------------------------- | --------------- |
| 01. | Nancye Bolton Thelma Long     | Sieg            |
| 02. | Mary Bevis Pat Jones          | Finale          |
| 03. | Marie Toomey Dulcie Whittaker | Viertelfinale   |
| 04. | Nell Hopman Joyce McDermott   | Halbfinale      |